# Arikara (langue)
Cet article concerne la langue arikara. Pour le peuple arikara, voir Arikaras.
L’arikara est une langue amérindienne de la famille des langues caddoanes du sous-groupe des langues caddoanes du Nord.
Jusqu'à récemment, l'arikara était parlé dans la réserve indienne de Fort Berthold, au Dakota du Nord, où les Arikaras vivent avec les Mandans et les Hidatsas. La langue s'est éteinte dans la première décennie du XXIe siècle. Les Arikaras parlent maintenant anglais.

## Phonologie

### Consonnes
|              | Bilabiale | Dentale | Palatale | Vélaire | Glottale |
| ------------ | --------- | ------- | -------- | ------- | -------- |
| Occlusive    | p [p]     | t [t]   |          | k [k]   | ʾ [ʔ]    |
| Fricative    |           | s [s]   | š [ ʃ ]  | x [ x]  | h [h]    |
| Affriquée    |           |         | č [tʃ ]  |         |          |
| Liquide      |           | r [r]   |          |         |          |
| Nasale       | n [n]     |         |          |         |          |
| Semi-voyelle | w [w]     |         |          |         |          |